# Quartier Laon - Neufchâtel - Orgeval à Reims

Les douze conseils de quartiers de Reims
Barbâtre - Saint-Remi - Verrerie
Bois d'Amour - Porte de Paris - Courlancy
Centre-ville
Cernay - Jean Jaurès - Épinettes
Clairmarais - Charles Arnould
Châtillons
Chemin Vert - Europe
Croix-Rouge - Croix du Sud
La Neuvillette - Trois-Fontaines
Laon - Neufchâtel - Orgeval
Maison-Blanche - Sainte-Anne - Wilson
Murigny

Le quartier Laon Zola - Neufchâtel - Orgeval est un quartier de la ville de Reims.
Orgeval est un quartier prioritaire réunissant près de 5 000 habitants.

## Situation
Situé au nord de Reims, articulé en premier autour de la voie allant vers Laon et continuant le cardo par delà la Porte de Mars. Elle ne fut intégrée à la ville qu'au courant du XIXe siècle. Au temps des gaulois, des gallo-romains et au Moyen Âge il y avait déjà des habitations qui se trouvaient hors de l'emprise de la ville.

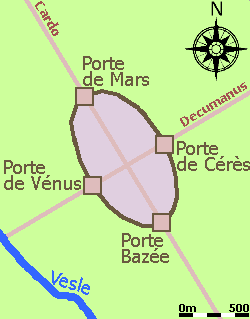
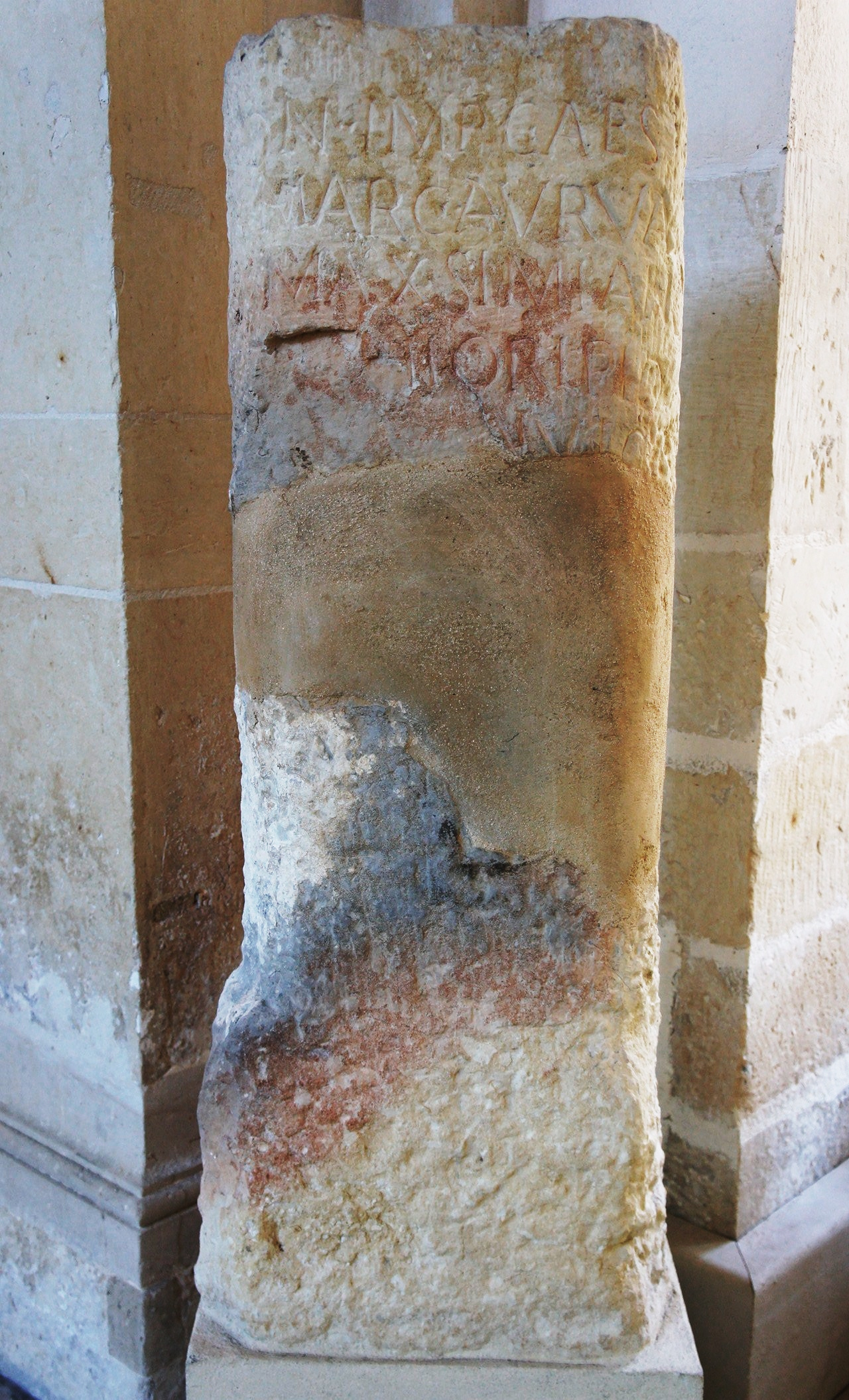
Borne milliaire dédiée à Maximilien,
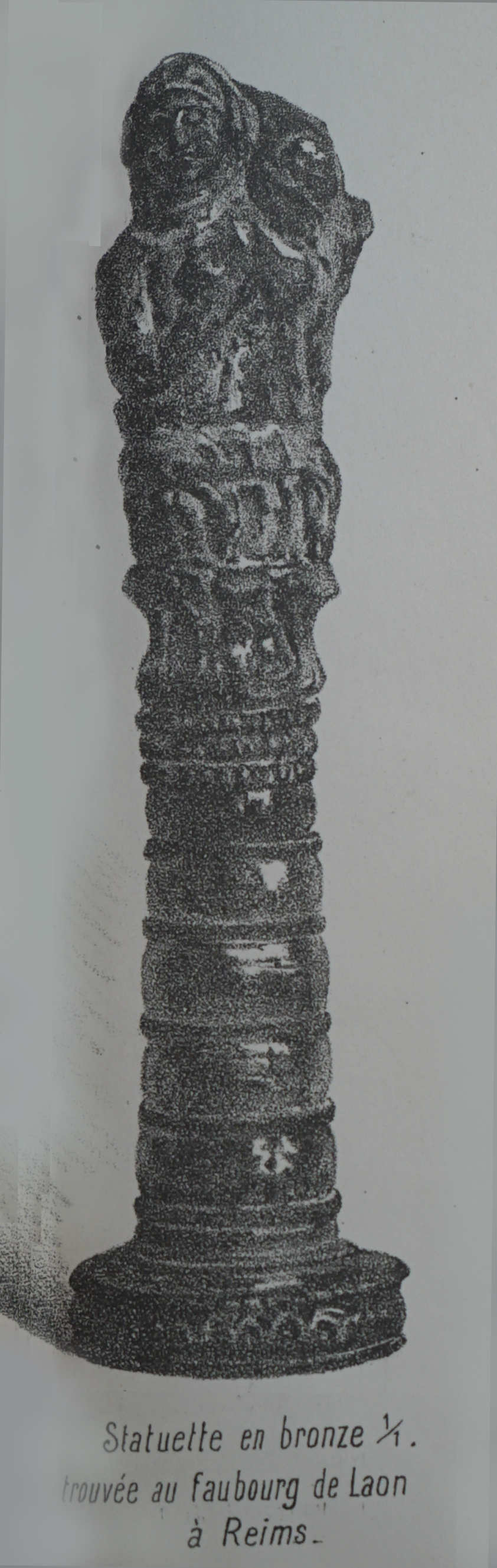
statuettes,
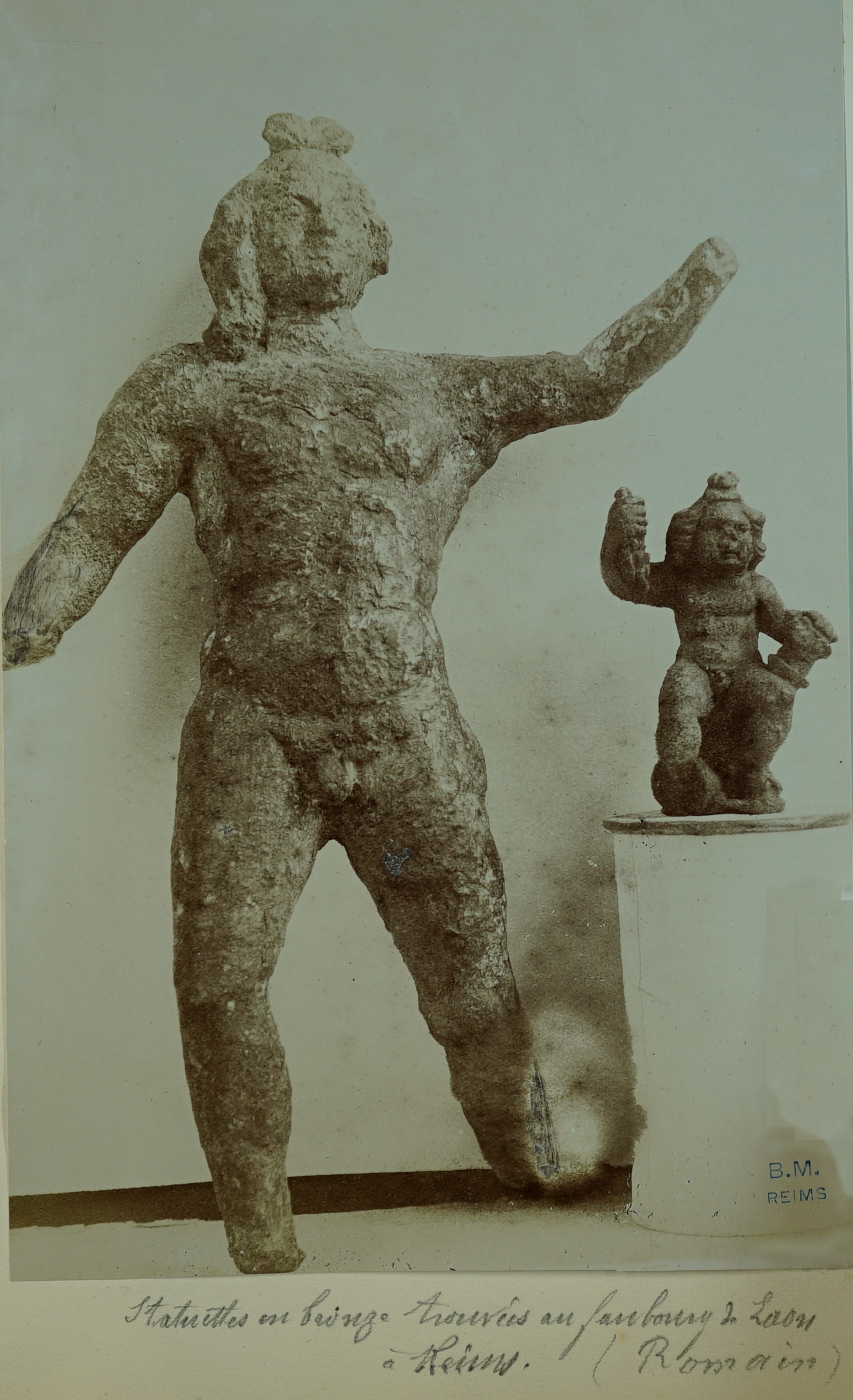
du faubourg de Laon.

## Description / Urbanisme
L'habitat, les couches sociales, logement social/privé, commercial/résidentiel, immeubles/pavillons, etc. avec photos

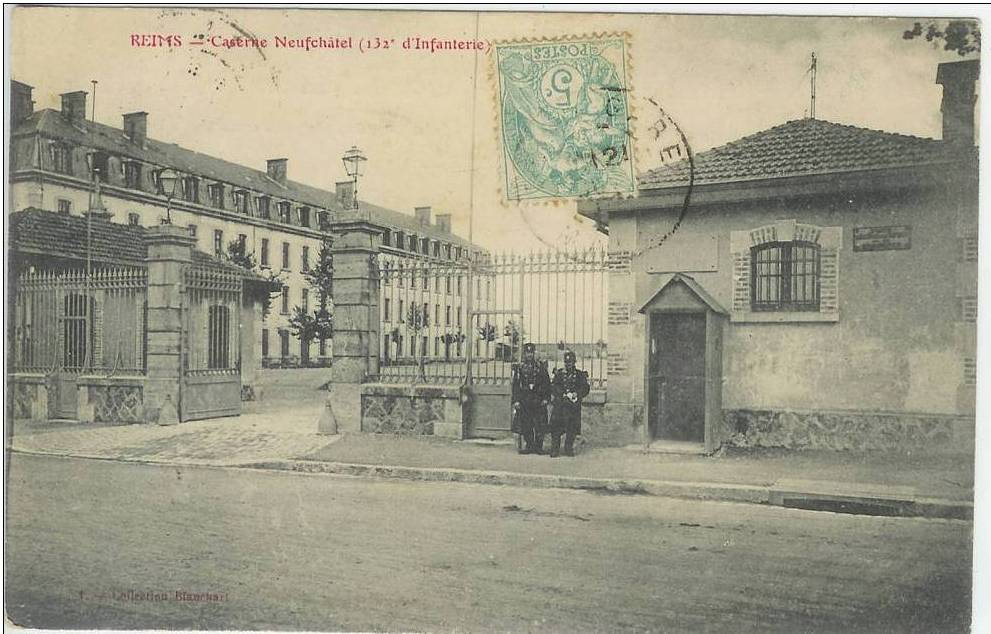
Caserne Neufchatel, Reims.

La caserne Neufchâtel fut construite au milieu des champs en 1883, entraînant la création de tout un nouveau quartier de la ville « Neufchâtel ».  La caserne Neufchâtel a été détruite pendant la Première Guerre mondiale et reconstruite. C'est en 1950 que la caserne désaffectée est cédée au ministère de l’Éducation nationale, modifiée, elle abrite aujourd'hui le Lycée Gustave-Eiffel de Reims.

Le Foyer Rémois, dès 1911, commença à Reims l’édification de logements destinés aux familles ouvrières et nombreuses. La ville de Reims a été détruite à 80 % durant la Première Guerre mondiale. La municipalité élue en novembre 1919 et son maire Charles Roche firent appel au major de l'armée américaine Georges B. Ford. Celui-ci élabora un plan de reconstruction ambitieux, le plan « Ford » retenu par le conseil municipal, le 5 février 1919, et qui prévoyait de créer une douzaine de cités-jardins, reliées entre elles par une ceinture verte de parcs destinés à séparer les quartiers d'habitation des zones industrielles. Dans le quartier :
- Cité Brimontel - Cité du Parc de l'Artillerie : avant 1914, puis 1920
- Cité Gauthier : 1925
- Cité du Dépôt

## Loisirs & lieux d'intérêt

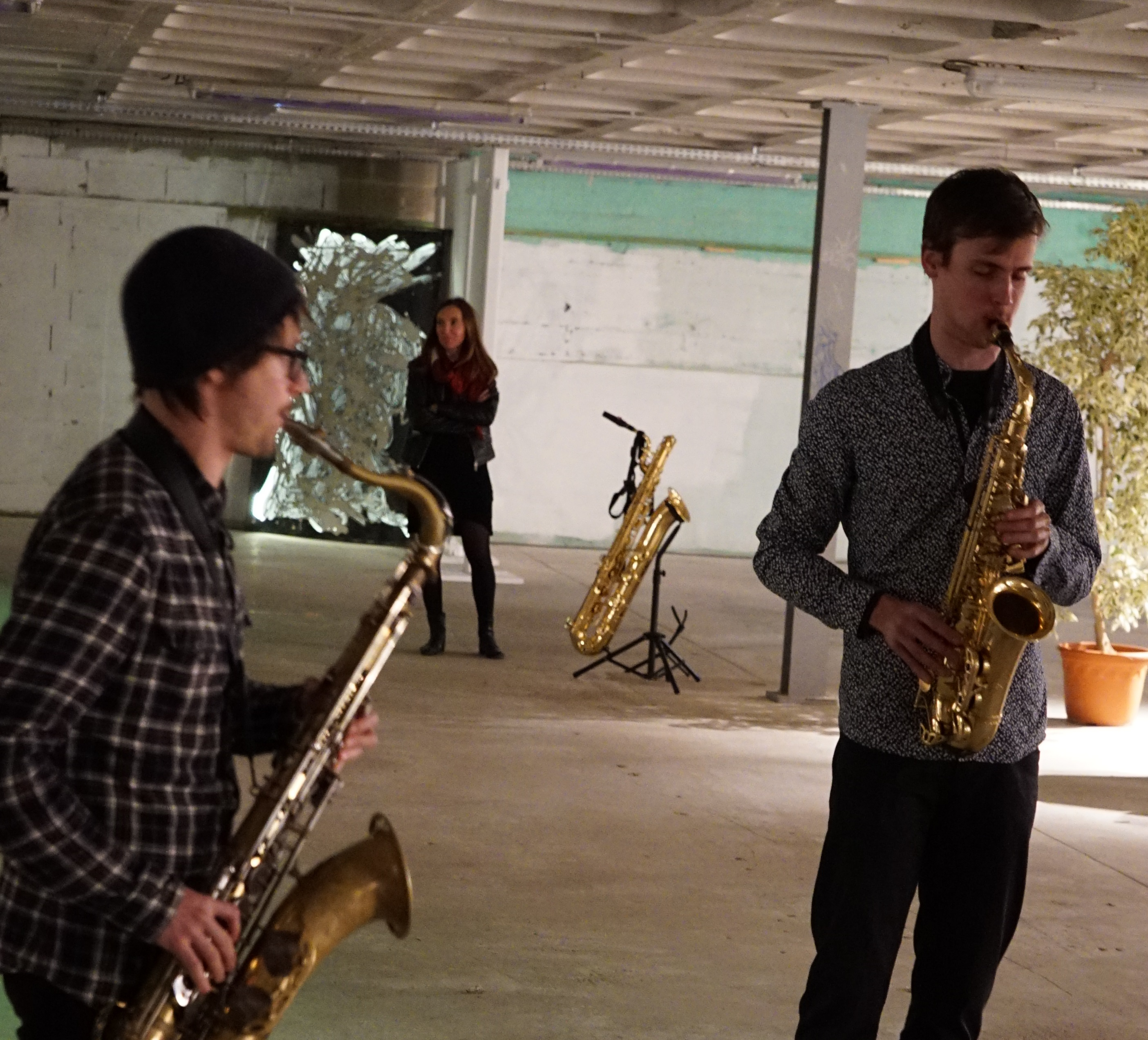
Le Quatuor Machault à la Fileuse.
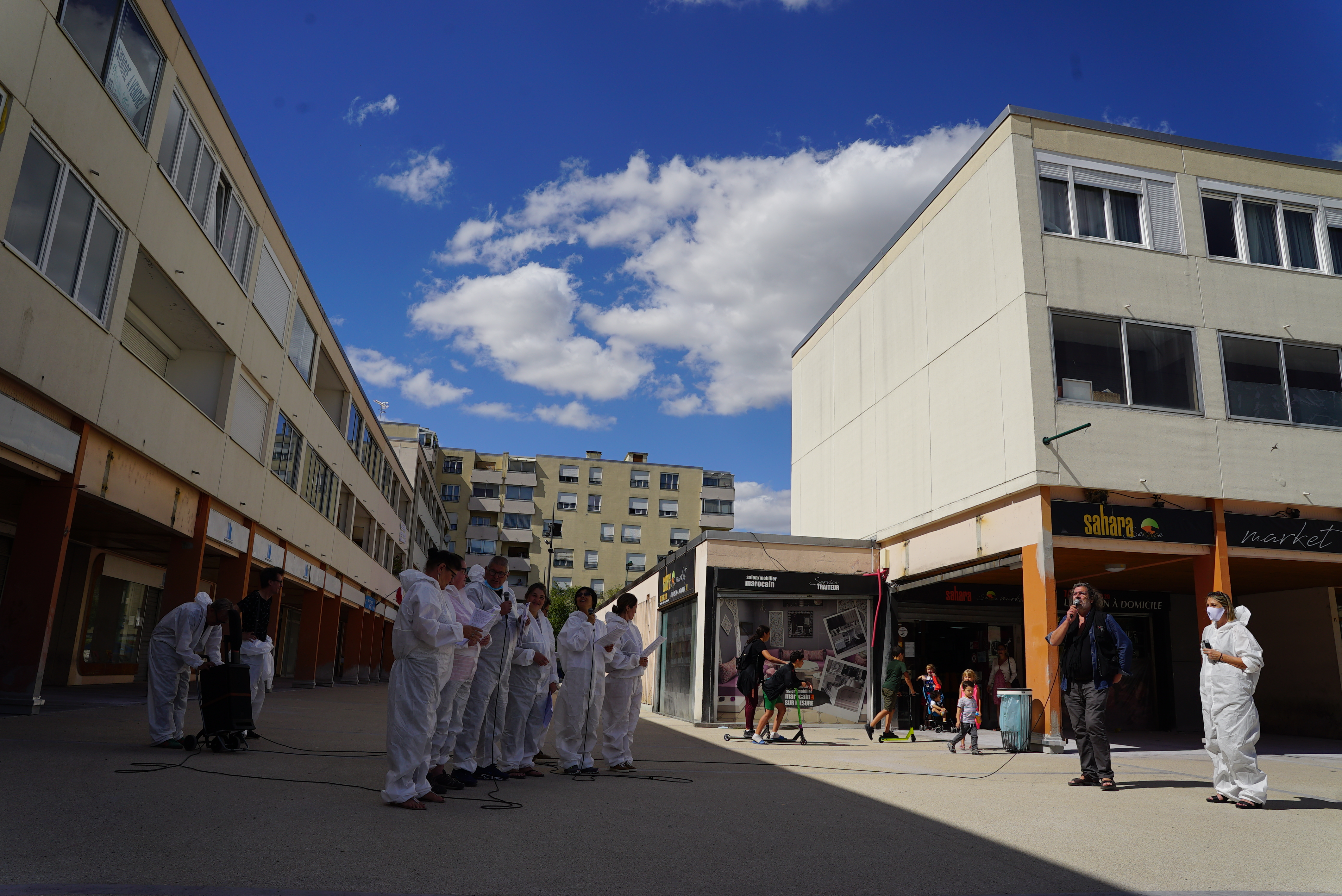
La mairie annexe place Pierre de Fermat.
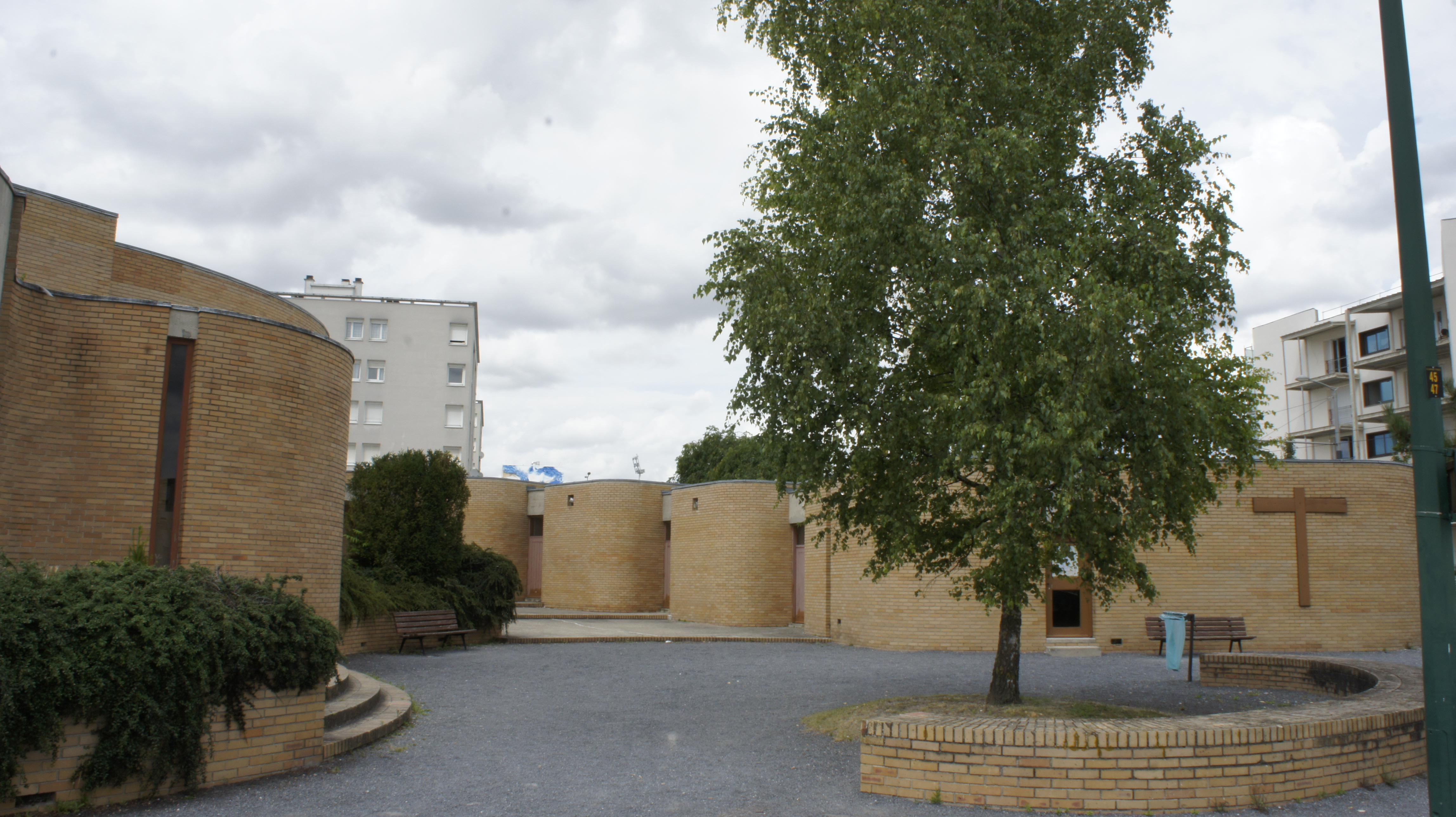
Église Saint-Paul d'Orgeval.
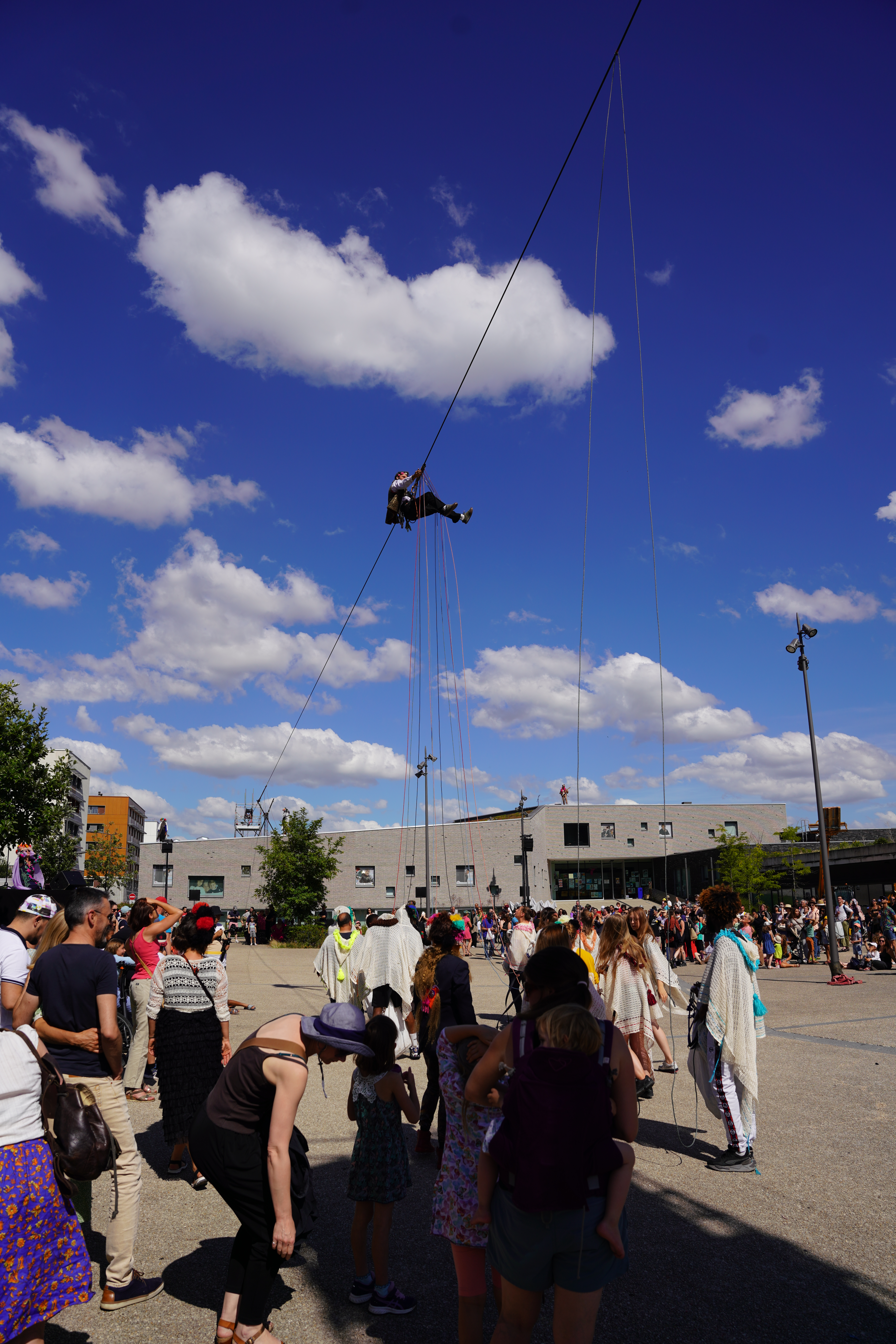
Place Simone de Beauvoir, Traversée par le Cie Basinga.

- La Médiathèque Laon-Zola.
- La Maison de quartier Orgeval place Simone-de-Beauvoir.
- La Fileuse, résidence d'artistes.

## Services publics

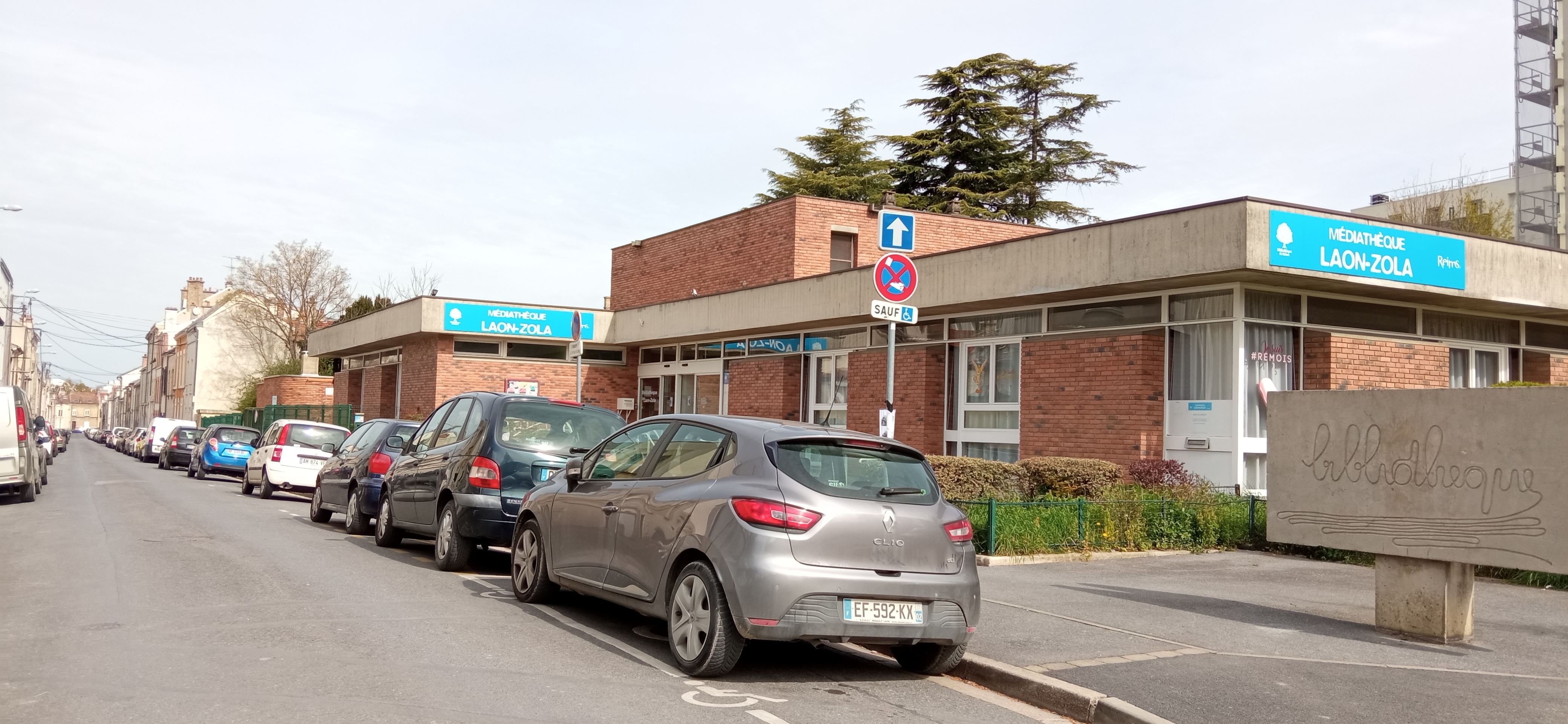
Médiathèque Laon-Zola 2 rue de la Neuvilette.

### Administration
Un commissariat de quartier y est implanté.

### Enfance & Enseignement
- Maternelle Zola, Jean Macé/Rozet.
- Lycée Gustave-Eiffel de Reims.

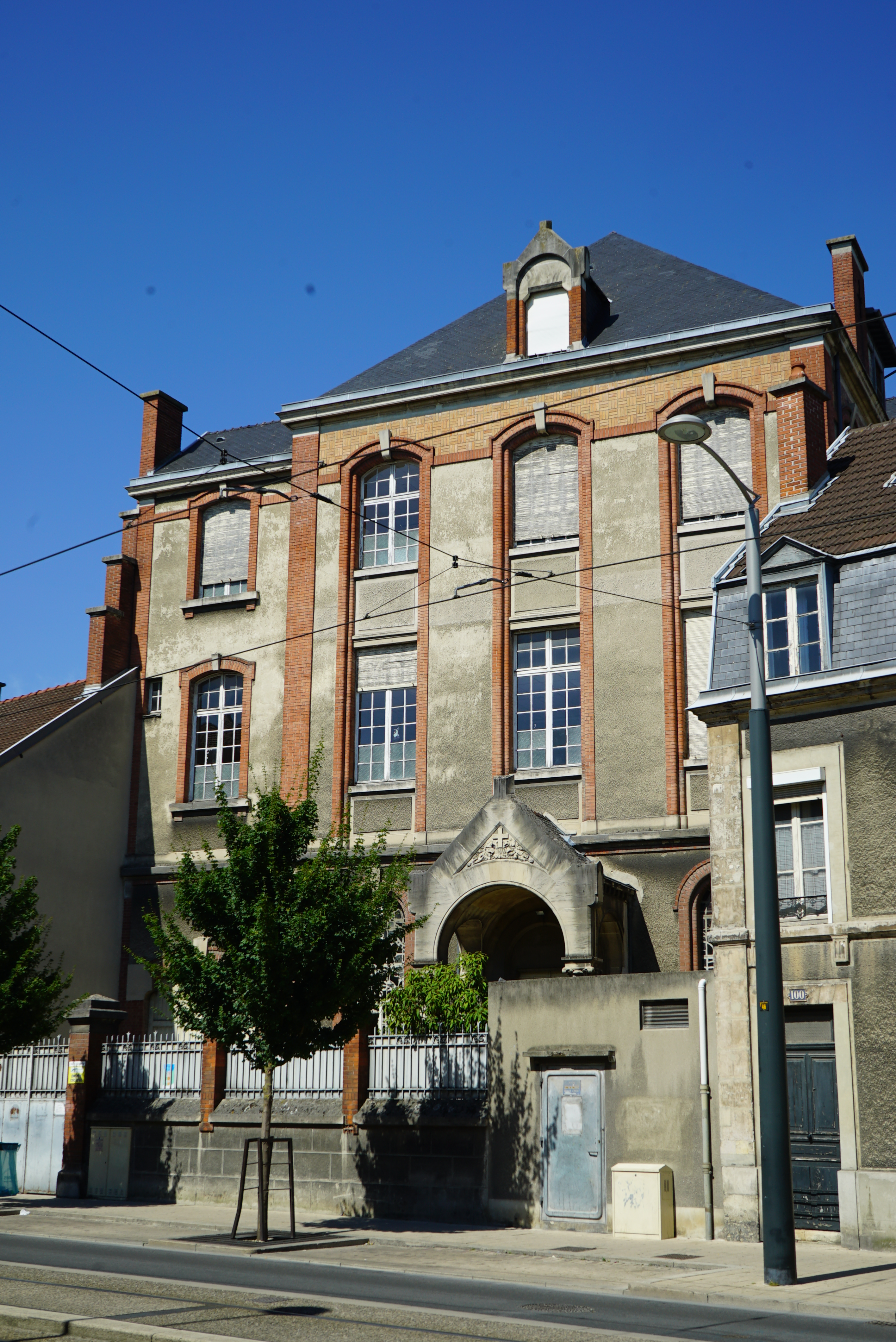
Le Collège Jeanne D'arc.

- Collège et lycée Jean-Baptiste Colbert

## Économie
Le quartier avait 18 902 habitants en 2007.

### Transports en commun
Le quartier Laon Zola - Neufchâtel - Orgeval est desservie par le réseau de transports de l'agglomération CITURA via les lignes :
- le tram  tram    A  (Neufchâtel ↔  Hôpital Debré)
- le tram  tram   B  (Neufchâtel ↔ Gare Champagne TGV)
- la ligne  bus    3  (Saint-Brice Courcelles - Maurencienne ↔ Moulin de la Housse) (La ligne ne dessert que la zone commerciale de la Croix Maurencienne se trouvant sur le territoire de Saint-Brice Courcelles et non le centre de la commune)
- la ligne  bus    4  (Hôpital Debré ↔ Orgeval)
- la ligne  bus  14  (La Neuvillette - Mairie ↔ Sébastopol)
Un parc relais de 190 places se trouve près du terminus tram Neufchâtel.

## Noms des rues

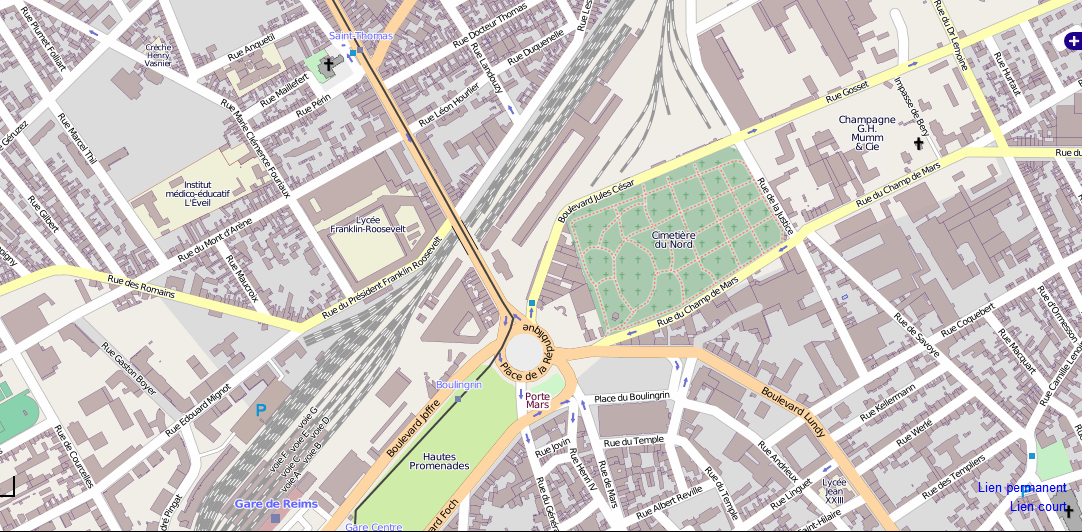
Rue Hourlier à Reims

- Rue du Général-Battesti,
- Rue Émile-Zola,
- Léon Hourlier,
- Louis Landouzy,
- Avenue de Laon,
- Théodore Denis Belin.